# You're My Sunshine
Singles de Namie Amuro
Don't Wanna Cry
(1996) Sweet 19 Blues
(1996)
You're My Sunshine est le 4e single régulier de Namie Amuro sorti sur le label Avex Trax, ou le 6e sous son seul nom en comptant les deux sur le label Toshiba-EMI.
Il sort le 5 juin 1996 au Japon, écrit et produit par Tetsuya Komuro. C'est le troisième single consécutif d'Amuro à atteindre la 1re place du classement de l'Oricon et à dépasser le million de ventes. Il se vend à 434 000 exemplaires la première semaine, et reste classé pendant 12 semaines, pour un total de 1 098 520 exemplaires vendus. 
La chanson-titre a été utilisée comme thème pour la campagne publicitaire Sea Breeze '96 de la société Bristol-Myers-Squibb. Elle apparaît dans une version remixée sur l'album Sweet 19 Blues, et plus tard dans sa version originale sur l'album compilation 181920. Les autres titres du single en sont des versions remixées.

## Liste des titres
Toutes les paroles sont écrites par Tetsuya Komuro.
| 1. | You're my sunshine - Straight run -           | 5:39 |
| 2. | You're my sunshine - Eddie Delena Dance Mix - | 6:27 |
| 3. | You're my sunshine - Tv Mix -                 | 5:36 |